# Sims (Carolina del Norte)
Sims es un pueblo ubicado en el condado de Wilson en el estado estadounidense de Carolina del Norte. La localidad en el año 2000, tenía una población de 128 habitantes en una superficie de 0.3 km², con una densidad poblacional de 392.4 personas por km².

## Geografía
Sims se encuentra ubicado en las coordenadas 35°45′36″N 78°3′32″O / 35.76000, -78.05889. Según la Oficina del Censo, la localidad tiene un área total de 0,3 km² (0,1 mi²), de la cual 0,3 km² (0,1 mi²) es tierra y 0 km² (0 mi²) (0.0%) es agua.

### Localidades adyacentes
El siguiente diagrama muestra a las localidades en un radio de 20 kilómetros (12,4 mi) de Sims.

## Demografía
En el 2000 la renta per cápita promedia del hogar era de $26.250, y el ingreso promedio para una familia era de $29.583. El ingreso per cápita para la localidad era de $20.962. En 2000 los hombres tenían un ingreso per cápita de $24.375 contra $21.250 para las mujeres. Ninguno de la población y ninguna de las familias estaban por debajo de la población estaba bajo el umbral de pobreza nacional.